# جوسيبا بورا
جوسيبا بورا (بالكرواتية: Josipa Bura) مواليد 3 مارس 1985 في شيبينيك، جمهورية يوغوسلافيا الاشتراكية الاتحادية، هي لاعبة كرة سلة كرواتية. لعبت مع نادي شيبينيك لكرة السلة للسيدات في موسم 2009–2010، ثم لعبت مع نادي تشليك زينيتسا لكرة السلة في موسم 2011–2012، ثم لعبت مع نادي غوسبيتش لكرة السلة للسيدات في موسم 2012–2013، ثم لعبت مع نادي نوفي زغرب لكرة السلة في موسم 2013–2014.

## روابط خارجية
- جوسيبا بورا على موقع الاتحاد الدولي لكرة السلة (الإنجليزية)
- جوسيبا بورا على موقع كرة السلة الأوروبية.كوم (الإنجليزية)